# 花の番地
『花の番地』（はなのばんち）は、1962年11月19日から1963年12月30日まで、朝日放送の製作により、TBS系列局で放送されていたテレビドラマである。共進社油脂工業（現・牛乳石鹸共進社）の一社提供。全58回。放送時間は毎週月曜 20:00 - 20:30 （日本標準時）。

## 概要
世田谷に住む貿易会社重役の未亡人・園ゆき江、しっかり者のOLである長女・朝子、元気ハツラツな高校生である次女・光子の3人が繰り広げるドラマ。年頃の娘2人を持った母親の喜びと悩み、そしてその娘たちの生活を描く。
光子を演じていたのは前作『シャボン玉ミコちゃん』で主役を務めていた弘田三枝子で、共進社油脂工業提供ドラマに2作続けての起用となった。

## 出演者
- 園ゆき江：轟夕起子
- 園朝子：朝風みどり
- 園光子：弘田三枝子
- 菊地：大塚国夫
- 淡野：谷幹一
- 牛山：河村弘二
- 芳子：市川寿美礼

## スタッフ
- 原作：木村重夫
- 脚本：田井洋子、高垣葵
- 演出：柳井満